# Überlieferungschance
Die Überlieferungschance ist ein Fachbegriff der Geschichtswissenschaft. Mit diesem Begriff ist gemeint, dass bestimmte Dokumente und Unterlagen, man kann allgemein von Quellen sprechen, eine höhere Chance haben, die Zeiten zu überdauern, als andere.
Den Begriff brachte der Historiker Arnold Esch in Abgrenzung vom Überlieferungszufall 1985 in die fachwissenschaftliche Diskussion ein. Er hatte das Thema in seiner Antrittsvorlesung an der Universität Bern behandelt. Die Frage, warum bestimmte Unterlagen aufbewahrt werden, besitzt für den Historiker einen gewissen Erkenntniswert. Die von Esch behandelten Beispiele reichen von der Antike bis ins 20. Jahrhundert, seine fachlichen Interessen bedingen jedoch ein Überwiegen mittelalterlicher Exempel.
Der Historiker behandelt die Frage nach Überlieferungschance und -zufall in der Regel im Rahmen der Quellenkritik.

## Überlieferungschance im Mittelalter
Im Mittelalter wurden gerade die Unterlagen aufbewahrt, in denen Rechte an Liegenschaften und der Ertrag daraus dokumentiert waren. Da sie Rechte auf bestimmte Liegenschaften nachwiesen, behielten diese Dokumente ihren Wert und wurden aufbewahrt. Ihre Chance in ein Archiv einzugehen und als historische Quelle erhalten zu bleiben, war entsprechend gut.
Dem gegenüber wurden Unterlagen, die kurzfristige Rechtsgeschäfte dokumentierten, auch nur für kurze Zeit aufbewahrt. Gelangten sie nicht im Rahmen eines Rechtsstreits in ein Archiv, so war ihre Chance überliefert zu werden, sehr niedrig.
Daneben hängen die Chancen der Überlieferung vom Grad der Schriftlichkeit und von den Organisationsformen weltlicher und geistlicher Verwaltung ab. Die Akten öffentlicher Notare, die in italienischen Kommunen seit der Mitte des 12. Jahrhunderts erhalten sind, bieten eine höhere Informationsdichte als die gleichzeitigen Quellen in Deutschland. Entsprechendes gilt für das Domesday Book, die Pipe Rolls des Exchequer oder den Catalogus baronum.
Aus dem Mittelalter sind so deutlich mehr Urkunden und Unterlagen erhalten geblieben, die über Güter, Grundstücke, Grundbesitzer und Besitzansprüche berichten, als über die Menschen, die auf den Gütern gearbeitet haben.

## Der Überlieferungszufall
Quellen können auch zufällig erhalten geblieben sein. Der Überlieferungszufall bietet für den Historiker keinen Erkenntniswert, kann aber Art und Menge des Quellenmaterials nachhaltig beeinflussen. Esch warnt daher nachdrücklich vor unreflektierten statistischen Auswertungen und ahistorischen quantitativen Modellen.